# Courtieux
Courtieux é uma comuna francesa na região administrativa de Altos da França, no departamento de Oise. Estende-se por uma área de 2,62 km². Em 2010 a comuna tinha 185 habitantes (densidade: 70,6 hab./km²).